# Ivan Maffeis
Ivan Maffeis (Pinzolo, 1963. november 18. –) olasz katolikus pap, 2022. július 16. óta a Perugia-Città della Pieve-i főegyházmegye metropolita érseke.

## Életrajz
1963. november 18-án született Pinzolóban, a Trento tartományban.

## Papi szolgálata
A trentói érseki szemináriumi tanulmányai után 1988. június 26-án szentelték pappá. Ezt követően 1994-ben a Pápai Szalézi Egyetemen szerzett doktori címet társadalmi kommunikáció szakon.
2009-ben kinevezték az Olasz Püspöki Konferencia Nemzeti Társadalmi Kommunikációs Hivatalának igazgatóhelyettesévé, aki 2011-ben az Anconában tartott, 25. Olasz Nemzeti Eucharisztikus Kongresszus kommunikációs tervével foglalkozott. 2013. és 2015. között az Entertainment Organization Foundation elnöki posztját töltötte be, majd az Olasz Püspöki Konferencia Nemzeti Társadalmi Kommunikációs Hivatalának igazgatója lett.
2015. és 2020. között az Olasz Püspöki Konferencia helyettes államtitkára volt.
2017-ben kinevezték a Kommunikációs Dikasztérium tanácsadójának.

## Püspöki pályafutása
Ferenc pápa 2022. július 16-án kinevezte Perugia-Città della Pieve metropolita érsekévé; a székben a korhatár elérése miatt lemondott Gualtiero Bassetti bíborost követte. Szeptember 11-én a perugiai székesegyházban veszi át a püspöki felszentelést, és ezzel egyidejűleg veszi át a főegyházmegye kánoni birtokát.

## Fordítás
Ez a szócikk részben vagy egészben  az   Ivan_Maffeis című olasz Wikipédia-szócikk ezen változatának fordításán alapul.  Az eredeti cikk szerkesztőit annak laptörténete sorolja fel. Ez a jelzés csupán a megfogalmazás eredetét és a szerzői jogokat jelzi, nem szolgál a cikkben szereplő információk forrásmegjelöléseként.